# Basang Ogdonow
Basang Burunowicz Ogdonow, ps. "Chasan" ros. Басанг Бурунович Огдонов (ur. w 1915 r., zm. 10 października 1945 r.) – dowódca 14, a następnie 1 szwadronu Kalmüken Verband Dr. Doll, przywódca antysowieckiego zgrupowania partyzanckiego podczas II wojny światowej
Kiedy wojska niemieckie zaatakowały ZSRR 22 czerwca 1941 r., został zmobilizowany do Armii Czerwonej. Po zajęciu przez wojska niemieckie części Kałmucji w sierpniu 1942 r., zdezerterował, po czym utworzył grupę partyzancką złożoną z dezerterów-czerwonoarmistów. W 1943 r. została ona przekształcona przez Niemców w 14 szwadron Kalmüken Verband Dr. Doll. Wkrótce B.B. Ogdonow objął dowództwo 1 szwadronu 1 dywizjonu. Odznaczono go Żelaznym Krzyżem 2 klasy. Po zamknięciu wojsk niemieckich w kotle pod Stalingradem szwadron wycofał się na zachód. 1 października 1943 r. B.B. Ogdonow stanął na czele 4-osobowej grupy dywersyjno-rozpoznawczej, która została zrzucona na spadochronach południowy wschód od kałmuckiej miejscowości Jaszkul. Podczas lądowania zginął Muda Chałgajew. 27 października został schwytany przez NKWD drugi członek grupy Aleksandr D. Worona-Martyniuk (Martynienko), pełniący funkcję radiooperatora. Basangowi B. Ogdonowowi i Sarze M. Eregencowi udało się natomiast dołączyć do grupy partyzanckiej Sagadżijewa, która działała w ketczenerowskim rejonie. Stopniowo przyłączyły się inne grupy. Na czele zgrupowania partyzanckiego stanął B.B. Ogdonow. Zwalczało ono aktywnie Sowietów na obszarze obwodu astrachańskiego i Kraju Stawropolskiego do maja 1945 r. Podczas starcia z grupą operacyjną NKWD w rejonie sowchoza nr 108 Ułan-Małcz w Kraju Stawropolskim S.M. Eregencew został zabity, zaś B.B. Ogdonow ciężko ranny, wskutek czego zastrzelił się.